# Suffer
Suffer är punkbandet Bad Religions tredje album, utgivet 1 november 1988.

## Låtlista
| Nr  | Titel                      | Kompositör        | Längd |
| --- | -------------------------- | ----------------- | ----- |
| 1.  | You Are (The Government)   | Graffin           | 1:21  |
| 2.  | 1000 More Fools            | Gurewitz          | 1:34  |
| 3.  | How Much Is Enough?        | Gurewitz          | 1:22  |
| 4.  | When?                      | Graffin           | 1:38  |
| 5.  | Give You Nothing           | Graffin, Gurewitz | 2:00  |
| 6.  | Land of Competition        | Graffin           | 2:04  |
| 7.  | Forbidden Beat             | Graffin, Gurewitz | 1:56  |
| 8.  | Best for You               | Graffin           | 1:53  |
| 9.  | Suffer                     | Graffin, Gurewitz | 1:47  |
| 10. | Delirium of Disorder       | Gurewitz          | 1:38  |
| 11. | Part II (The Numbers Game) | Gurewitz          | 1:39  |
| 12. | What Can You Do?           | Graffin           | 2:44  |
| 13. | Do What You Want           | Gurewitz          | 1:05  |
| 14. | Part IV (The Index Fossil) | Graffin           | 2:02  |
| 15. | Pessimistic Lines          | Graffin           | 1:07  |

## Medverkande
- Greg Graffin - sång
- Brett Gurewitz - gitarr
- Greg Hetson - gitarr
- Jay Bentley - bas
- Pete Finestone - trummor